# نطاق خارجي

صورة لعملية طرح النطاق الخارجي بواسطة بروتين أدام توضح النطاق السيتوبلازمي وعبر الغشائي وعدة نطاقات خارجية لهذا البروتين، إلى اليمين صورة لنطاق خاارجي مطروح

النطاق الخارجي (بالإنجليزية: Ectodomain)‏ هو نطاق من البروتين عبر غشائي يمتد خارج الخلية ويتواجد على سطحها. النطاقات الخارجية هي أجزاء البروتين التي تبدأ الاتصال مع الأسطح وهو الأمر الذي يؤدي إلى توصيل الإشارة. من الأمثلة البارزة على النطاقات الخارجية: نطاق بروتين الشوكة الخارجي الخاص بفيروس كورونا، يقوم النطاق الخاررجي لفيروس كورونا بالارتباط بالمستقبل والدخول إلى الخلية.

## طرح النطاق الخارجي
طرح النطاق الخارجي (Ectodomain shedding) هو القص التحللي لبروتينات سطح الخلية وينتج عنه فقدانها لنطاقاتها الخارجية. هذهه الآلية مهمة في مجموعة متنوعة من العمليات الطبيعية والمرضية منها: تأشيرات عوامل النمو، التصاق الخلايا، الالتهاب وبقاء الخلية على قيد الحياة.